# Pont des Pèlerins

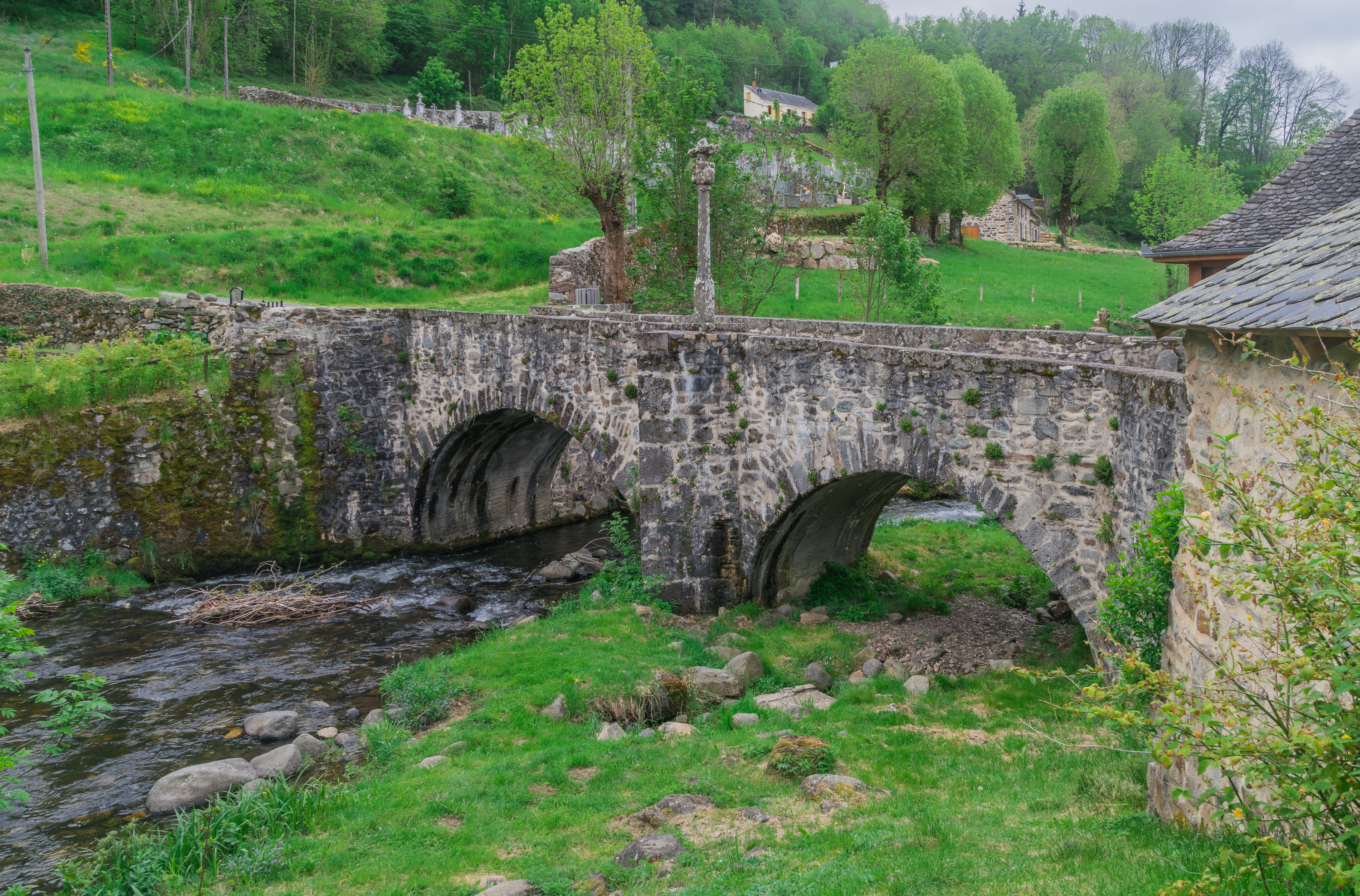
Pont des Pèlerins

Die Pont des Pèlerins (deutsch Pilgerbrücke) ist eine Brücke über die Boralde in Saint-Chély-d’Aubrac im Département Aveyron. Die Brücke liegt auf der Via Podiensis, einem der Jakobswege nach Santiago de Compostela und wurde von der UNESCO 1998 als Teil der Welterbestätte Wege der Jakobspilger in Frankreich aufgenommen. Sie wurde außerdem am 10. August 2005 als Monument historique eingetragen.

## Beschreibung
Die Flussbrücke wurde im Spätmittelalter anstelle eines älteren Bauwerks aus dem 14. Jahrhundert errichtet. Die zweibogige Brücke aus Basalt mit Glimmerschiefer als Füllmaterial hat eine Länge von 16 m und eine Breite von 4,6 m. Auf der 0,5 m breiten Brüstung neben der 3,6 m breiten Fahrbahn befindet sich ein Wegkreuz, der gekreuzigte Christus am Kreuz wird von der Jungfrau und dem hl. Johannes eingerahmt. Sein Schaft zeigt auf einem Basrelief einen betenden Pilger mit Umhang und Stab.

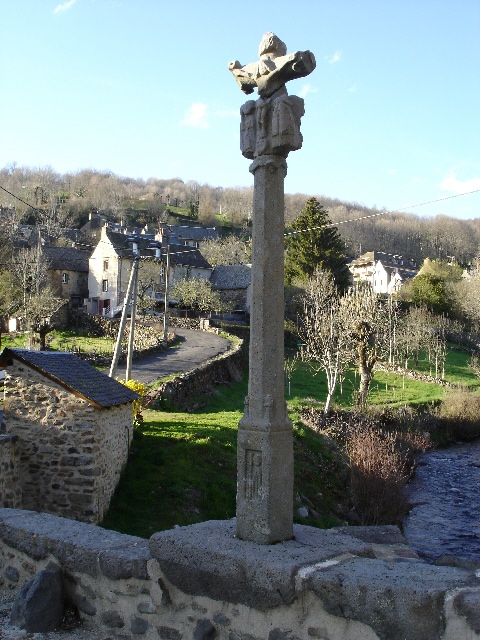
Das restaurierte Wegkreuz auf der Brücke
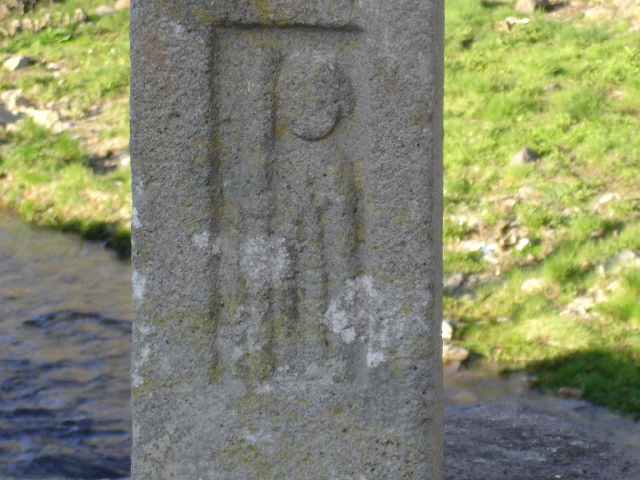
Basrelief mit Pilger